# Claudia Hübbecker
Claudia Hübbecker (* 1973 oder 1971 in Hamburg) ist eine deutsche Schauspielerin.

## Leben
Hübbecker studierte Theaterwissenschaft, Germanistik und Kunstgeschichte in Erlangen und Wien. Danach absolvierte sie ihre Schauspielausbildung an der Hochschule für Schauspielkunst Ernst Busch Berlin. Ab 1997/98 war sie am Deutschen Theater Berlin engagiert. Danach arbeitete sie am Theater Freiburg. Zur Spielzeit 2006/07 wechselte sie in das Ensemble des Düsseldorfer Schauspielhauses. Hier arbeitete sie u. a. mit den Regisseuren Stéphane Braunschweig, Volker Lösch und Jürgen Gosch. 2013 erhielt sie den Publikumspreis „Gustaf“ der Rheinischen Post in der Kategorie „Beste Schauspielerin“. Seit der Spielzeit 2016/17 arbeitet sie wieder am Düsseldorfer Schauspielhaus.

## Rollen am Deutschen Theater Berlin
- Marc Becker: My name is Peggy (Peggy)
- Georg Kaiser: Kanzlist Krehler (Ida), 2001[4]
- Xavier Durringer: Bal-trap (LuLu)[5]
- Michael Frayn: Der nackte Wahnsinn (Brooke)
- Gotthold Ephraim Lessing: Nathan der Weise (Recha)
- Theresia Walser: King Kongs Töchter (Berta)
- Gotthold Ephraim Lessing: Minna von Barnhelm (Franziska)[6]
- Robert Musil: Die Schwärmer (Regine)
- Die Möwe (Nina)

## Rollen am Theater Freiburg
- Der Vogel im Munde (Wirtin)
- Tolles Geld (Lydia)
- Warenje (Warwara)
- Hans im Glück oder Das Theater der Ökonomie (Frauen)
- Mein Herz – Mein Hund (Olga Knipper)
- Männer, Liederabend (Frau)
- Ödipus (Iokaste, Ismene)
- Die Optimisten (Maria)
- Heinrich von Kleist: Der zerbrochene Krug (Eve)
- Werther sagt Lotte (Lotte)
- Sommernachtstraum (Helena)
- Bremer Freiheit (Geesche)

## Rollen am Schauspielhaus Düsseldorf
2006–2014
- 2006–2007: Elias Canetti: Hochzeit, Regie: Amélie Niermeyer (Rolle: Anita)
- Drei Schwestern (Natascha)
- William Shakespeare: Wie es euch gefällt (Phöbe)
- Hedda Gabler (Frau Elvsted)
- Pariser Leben (Pauline)
- Amphitryon (Charis)
- Iwanow (Babakina)
- Verlassen (Donna)
- Die Beteiligten (Pseudopsychologin Rückert)
- Good morning boys and girls (Lehrerin)
- Der Besuch der alten Dame (Maria, die Lehrerin)
- William Shakespeare: Was ihr wollt (Regie: Jürgen Gosch) (Maria)
- Don Karlos (Elisabeth)
- Offene Zweierbeziehung (Antonia)
- Ach, da bist du ja! (Claudia)
- Minna von Barnhelm (Franziska)
- Die Möwe (Mascha)
- Der nackte Wahnsinn (Poppy Nortentayler)
- Münchhausen (Münchhausen 3)
- Schneider Wibbel (Fin Wibbel)
- Lemon Tree (Mira)
- Nur Pferden gibt man den Gnadenschuss (Ärztin)
- Väter und Söhne (Anna Sergejewna, Arina Wlasjewna)
- Der Krieg hat kein weibliches Gesicht (Klawdja)
- Hoffmanns Erzählungen (Frau Hoffmann)
- Der Prozess (Waschfrau)
- William Shakespeare: Richard III. (Regie: Staffan Valdemar Holm) (Elisabeth)
- Betrunkene (Lore)
- Tage unter (Frau)
- Bunbury (Miss Prism)
- Peer Gynt (Anitra)
- Alles renkt sich wieder ein, Soloabend
- Samuel Beckett: Glückliche Tage (Regie: Stéphane Braunschweig) (Winnie)
- Gerhart Hauptmann: Die Ratten (Regie: Volker Lösch) (Frau John / Frau Hassenreuter)

Seit 2016
- Elfriede Jelinek: Licht im Kasten (Regie: Jan-Philipp Gloger)
- nach Anton Tschechow: Wonkel Anja – Die Show! (Regie: Barbara Bürk / Clemens Sienknecht)
- Bertolt Brecht: Die Dreigroschenoper (Regie: Andreas Kriegenburg)
- William Shakespeare: Hamlet (Regie: Roger Vontobel)
- Virginia Woolf: Orlando (Regie: André Kaczmarczyk) (Virginia Woolf)
- Penelope Skinner: Linda (Regie: Marius von Mayenburg) (Linda)
- Friedrich Dürrenmatt: Die Physiker (Regie: Robert Gerloff)
- Rainald Goetz: Reich des Todes (Regie: Stefan Bachmann)
- William Shakespeare: Macbeth (Regie: Evgeny Titov)
- John Kander (Musik), Joe Masteroff (Text), Fred Ebb (Liedtexte): Cabaret (Regie: André Kaczmarczyk)
- Lutz Hübner und Sarah Nemitz: Die fünf Leben der Irmgard Keun (Regie: Mina Salehpour)
- Serge (Regie: Selen Kara)

## Filmografie
- 2002: Für alle Fälle Stefanie (Fernsehserie, 1 Folge)
- 2015: Und dann noch Paula (Fernsehserie, 1 Folge)
- 2022: Eingeschlossene Gesellschaft